# Pseudogonatodes furvus
Espèce
Statut de conservation UICN

 DD  : Données insuffisantes
Pseudogonatodes furvus est une espèce de geckos de la famille des Sphaerodactylidae.

## Répartition
Cette espèce est endémique de Colombie.

## Publication originale
- Ruthven, 1915 : Description of a new genus and species of lizard of the family Gekkonidæ. Occasional Papers of the Museum of Zoology, University of Michigan, n. 19, p. 1-3 (texte intégral).